# 하산호

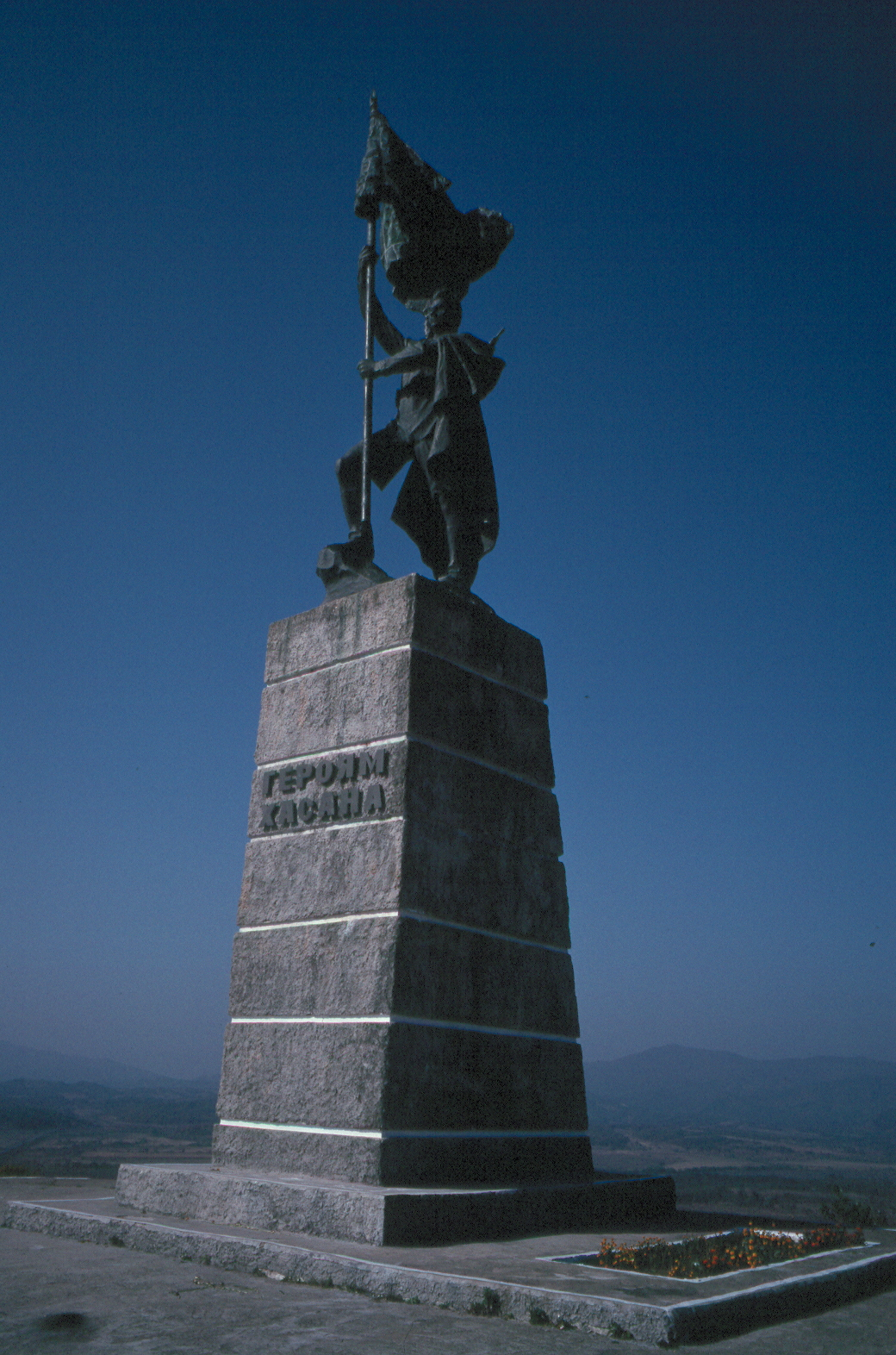
하산 호 전투 기념 조각상

하산 호(러시아어: озеро Хасан)는 러시아 프리모르스키 지방 하산스키 군에 있는 호수로, 블라디보스토크로부터 남서쪽으로 130km 떨어졌으며, 중화인민공화국, 조선민주주의인민공화국 경계에서 가까운 곳에 있다. 총 면적은 2.23 km2이며 1938년에 하산 호 전투가 발생한 곳이다.

## 같이 보기
- 하산 호 전투